# Frans
Frans er et fornavn, den hollandske version af Francis på engelsk, François på fransk eller Franz på tysk. Frans kan også være et kort navn for Frances - og mindre anvendt Francine:

## Folk
- Frans af Assisi
- Pave Frans
- Karla Frans Løkke
- Frans 1. af Frankrig
- Frans 2. (Tysk-romerske rige)
- Frans Nielsen
- Frans Hals
- Frans Bak
- Frans Aarssens (1572–1641) - hollandsk diplomat og statsmand
- Frans Ackerman (1330–1387) - Flamsk statsmand
- Frans Adelaar (født 1960) -  hollandsk fodboldspiller og manager